# Tryggare kan ingen vara (film, 1980)
För andra betydelser, se Tryggare kan ingen vara (olika betydelser).
Tryggare kan ingen vara är en svensk kortfilm från 1980, regisserad och skriven av Roy Andersson. Den är 24 minuter lång och producerades av Andersson, Anders Weinar, Jonas Broström och Torsten Sundberg.
Det är en informationsfilm om barnolyckor och beställdes bland andra av Trygg-Hansa.